# Helicana
Helicana is een geslacht van kreeftachtigen uit de klasse van de Malacostraca (hogere kreeftachtigen).

## Soorten
- Helicana doerjesi K. Sakai, Türkay & Yang, 2006
- Helicana japonica (K. Sakai & Yatsuzuka, 1980)
- Helicana wuana (Rathbun, 1931)